# Im Spiegelsaal
Im Spiegelsaal ist ein Comic-Sachbuch von Liv Strömquist, das 2021 in deutscher Übersetzung von Katharina Erben im avant-verlag erschien. Das schwedische Original erschien 2021 unter dem Titel Inne i spegelsalen bei Norstedts.

## Inhalt
Das Buch enthält fünf Comic-Essays zum Thema Schönheit. Dabei nimmt Liv Strömquist unterschiedliche Perspektiven ein. Protagonistinnen sind unter anderem Kylie Jenner, Schneewittchens (Stief-)Mutter, Nofretete und Kaiserin Sisi, aber auch weitere Frauen, wie etwa Kim Kardashian und die biblischen Figuren Rachel und Lea treten auf. Die Essays geben mit teils wissenschaftlichem Blick eine Übersicht über geschichtliche Entwicklungen und aktuelle Diskurse. Die Autorin und Zeichnerin hinterfragt gesellschaftliche Prozesse, Modediktate, die mediale Darstellung von Schönheit und patriarchale Strukturen. Gefühle wie Wut und Neid, aber auch Minderwertigkeitsgefühle angesichts kaum erreichbarer Schönheitsideale werden thematisiert.

## Rezeption
In der Süddeutschen Zeitung schreibt Martina Knoben, der Stil des Buches sei ein „satirisch-punkiger Sachcomic-Stil, klug und ziemlich respektlos“, das Buch präsentiere die Ansichten der Autorin „prägnant und unterhaltsam“, so dass es gut für junge Menschen geeignet sei. Ganz leicht zu lesen sei es aufgrund seiner komplexen Struktur jedoch nicht. NDR Kultur urteilt, die Comics seien „geradezu karikaturistisch“ und „witzig, ohne aber dabei die Ernsthaftigkeit des Themas aus den Augen zu verlieren“, und Marie Schröer findet im Tagesspiegel, das Buch überzeuge „mit einer unverwechselbaren Mixtur aus Selbstreflexion, Psychoanalyse, Philosophie und Popkultur“. Der feministische Literaturblog Boobbooks gibt dem Buch 5 von 5 möglichen „Boobs“, da es „so viele Aspekte um Körperideale und um den (postmodernen) Schönheitswahn“ aufgreife.
Im Juli 2022 wurde Im Spiegelsaal beim 20. Internationalen Comic-Salon in Erlangen als bester Sachcomic mit dem Max-und-Moritz-Preis ausgezeichnet. In der Laudatio heißt es, Liv Strömquist präsentiere „klug, tiefsinnig, engagiert, feministisch und sehr komisch“ […] „wissenschaftlich fundierte, gezeichnete Stand-Up-Comedy mit Punk-Einschlag, beziehungsweise kulturwissenschaftliche Essays mit scharfem Humor, die sowohl aufklären, informieren als auch prächtig unterhalten und mit verblüffenden Erkenntnissen und Zusammenhängen aufwarten“.

## Ausgaben und Adaptionen
Im September 2021 erschien das Original von Im Spiegelsaal unter dem schwedischen Titel Inne i spegelsalen bei Norstedts. Eine von Katharina Erben ins Deutsche übersetzte Softcover-Ausgabe folgte im Oktober 2021 beim avant-verlag. Weitere Übersetzungen liegen in den Sprachen Französisch (Dans le palais des miroirs, Rackham 2021), Spanisch und Englisch (La sala de los espejos / In the Hall of Mirrors, 2023 bei Reservoir Books) vor.
Parallel zur Veröffentlichung in Deutschland zeigte das Deutsche Theater Berlin im Oktober 2021 in seiner Abteilung Junges DT eine Adaption für die Bühne von Katharina Bill (Regie) und Christiane Lehmann (Dramaturgie).